# Shane Carwin
Shane Bannister Carwin, född 4 januari 1975, är en amerikansk före detta MMA-utövare som bland annat tävlade i organisationen Ultimate Fighting Championship. 
Carwin har en kandidatexamen i maskinteknik och en i miljöteknik. I college höll Carwin på med brottning och amerikansk fotboll. Han inledde sin professionella MMA-karriär genom att gå en match i WEC i oktober 2005. Efter att ha vunnit sina åtta första matcher skrev Carwin kontrakt med UFC och debuterade i organisationen i maj 2008. 
Den 27 mars 2010 mötte Carwin Frank Mir på UFC 111 i en match om interimtiteln i tungvikt. Carwin besegrade Mir via knockout i den första ronden. 
På UFC 116 den 3 juli 2010 förlorade Carwin en titelmatch mot Brock Lesnar via submission.
Carwin mötte Junior dos Santos på UFC 131 den 11 juni 2011. dos Santos vann matchen via ett enhälligt domslut. 
Efter långvariga problem med skador meddelade Carwin i maj 2013 att han avslutar karriären.

## Tävlingsfacit i UFC
| Resultat | Facit | Motståndare        | Metod                           | Evenemang | Datum           | Rond | Tid  | Plats               | Notering                       |
| -------- | ----- | ------------------ | ------------------------------- | --------- | --------------- | ---- | ---- | ------------------- | ------------------------------ |
| Förlust  | 12–2  | Junior dos Santos  | Domslut (enhälligt)             | UFC 131   | 11 juni 2011    | 3    | 5:00 | Vancouver, Kanada   |                                |
| Förlust  | 12–1  | Brock Lesnar       | Submission (arm-triangle choke) | UFC 116   | 3 juli 2010     | 2    | 2:19 | Las Vegas, USA      | Titelmatch i tungvikt          |
| Vinst    | 12–0  | Frank Mir          | KO (slag)                       | UFC 111   | 27 mars 2010    | 1    | 3:48 | Newark, USA         | Blev interimmästare i tungvikt |
| Vinst    | 11–0  | Gabriel Gonzaga    | TKO (slag)                      | UFC 96    | 7 mars 2009     | 1    | 1:09 | Columbus, USA       |                                |
| Vinst    | 10–0  | Neil Wain          | TKO (slag)                      | UFC 89    | 18 oktober 2008 | 1    | 1:31 | Birmingham, England |                                |
| Vinst    | 9–0   | Christian Wellisch | KO (slag)                       | UFC 84    | 24 maj 2008     | 1    | 0:44 | Las Vegas, USA      |                                |